# Nagyrőce
Nagyrőce (szlovákul Revúca, korábban Veľká Revúca, németül Gross-Rauschenbach) város Szlovákiában. A Besztercebányai kerület Nagyrőcei járásának székhelye, Kisrőce tartozik hozzá.

## Fekvése
Rimaszombattól 50 km-re északkeletre, a Murány-folyó bal partján fekszik.

## Története
A városkát német telepesek alapították a 13. században. A Murány-völgy központi települése. Első írásos említése 1357-ből  származik „Nagy Reucze” alakban. 1435-ben „Rewcze”, 1453-ban „Noghrewche” néven említik. 1427-ben 70 adózó portája létezett. A felvidéki vasgyártás egyik központja volt, 1556-ban 8 vaskohó működött a településen. Ebben az évben a török kirabolta és felégette Nagyrőcét. Ezután 1690-ig a töröknek is adózott. 1557-ben városi rangot kapott. Német telepesei a 17–18. századra a pusztítások és a szlovák betelepülés miatt elszlovákosodtak. 1690-ben már csak 33 család élt a településen, közülük 20 zsellér és 13 parasztcsalád volt. Ebben az időben alakultak első céhei: 1694-ben a csizmadiák, 1697-ben a molnárok alapítottak céhet. Jelentős vasércbányászattal, posztó- és szövőiparral rendelkezett.
A 18. század végén Vályi András így ír róla: „Kis Rőcze, Nagy Rőcze, Revucza, Rausenbach. Két népes tót helységek Gömör Várm. földes Uraik Gr. Koháry, és más Uraságok, lakosaik katolikusok, és evangelikusok, fekszenek Csetnekhez 1 mértföldnyire; vas hámorjai nevezetesek, hegyein kristály, és más jóféle kövek találtatnak. Nagy Rőczénak határja jelesebb, javai külömbfélék; amannak határja pedig hegyes, és nehezebb mívelésű, réttyei jók, legelőjök elég, fája mind a’ kétféle; a’ vashámoroknál módgyok van a’ keresetre.”
A 19. század közepén Fényes Elek eképpen írja le: „Rőcze (Nagy), Rauschenbach, Welka Rewucza, tót mv., Gömör vmegyében, ut. p. Rosnyóhoz nyugotra 4 mfdnyire, a Rewucza és Jolsva vizek összefolyásánál: 524 kathol., 1342 evang. lak. Evang. anyaszentegyházzal. A kath. templom 2 tornyu, s benne egy 13-ik századbeli harang függ. Határa hegyes; lakosai földmivelésből, kézmüvességből, vasbányászatból, vászon- és gyolcsszövésből táplálják magukat. F. u. h. Coburg.”
1862-ben itt nyílt meg az első szlovák gimnázium és a szlovák kulturális élet egyik központja lett. A város a szlovák nemzeti mozgalom egyik központja is volt, szlovák gimnáziumát 1874-ben a magyar hatóságok betiltották.
Borovszky Samu monográfiasorozatának Gömör-Kishont vármegyét tárgyaló része szerint (részletek): „Nagyrőcze multjáról az Árpádházi királyok idejéből semmi bizonyosat nem tudunk. IV. Béla 1243-ban a Bors család uradalmait Bebeknek adományozta, az adománylevélben meg vannak említve a jolsvai várművek is s a Jolsva fölötti birtokrész ugyanazon okmányban Mártonföldének (terra Martini) neveztetett. E kerületbe kellett tartoznia Rőcze városának is. Annyi bizonyos, hogy Nagyrőcze Revche, Nogrewche néven 1427-ben Jolsva tartozéka volt, mert itt az akkori jolsvai uraknak 70 portájuk volt. A husziták e portákat 1440-ben elfoglalták s felépítették a mai róm. kath. templom felét, a szentélyt, melyet az idő vasfoga sem tudott elpusztítani. Az itt lakó nép szájhagyománya sokáig emlegette Mátyás nevét, tehát Mátyás király alatt a város lakóinak nem lehetett rossz sorsuk. A huszita-invázió előtt Nagyrőcze lakosai germán eredetű bányászok, kohósok voltak s csak a csehek letelepülése után népesült be jobban a vidék szlávokkal. Midőn Giskra rablócsapatait a murányi várból kiverték, valószinűleg Rőcze is felszabadult s 1500-ig a murányi vár parancsnoksága alá helyeztetett. Mátyás király Murány várát és a város területét Szapolyai Istvánnak, ez pedig Tornallyay Jakabnak adományozta. Ennek fia Jánoska, teljesen gyámja, a rabló Basó Mátyás hatalma alatt állott. Végre a murányi várat Basótól Szalm Miklós pozsonyi gróf, Bebekkel szövetkezve, 1549 augusztus 15-én elfoglalta. A törökök 1556-ban állitólag Rőczét is elpusztították. A szájhagyomány szerint ekkor égett el a levéltár is. Murány várát 1605-ben a Rottál grófok megvették. Rottál Jánostól Széchy Tamás megvásárolta a hozzátartozó uradalmakkal együtt. Bethlen Gábor 1620-ban az egész birtokot Széchy Tamás fiának, Széchy Györgynek adományozta. Rőcze város a Széchyekben kiváló patronusokra talált, a kik teljes jó szívvel igyekeztek a város javát elősegíteni s azért a várost sok adományban, jótéteményben részesítették. A Széchy Mária és Wesselényi közt támadt viszony s Murány várának Wesselényitől 1644 júl. 5-én történt elfoglalása, majd Wesselényi halála után a vár elfoglalása Károly lotharingi főherczegtől, sok zaklatást okoztak a rőczeieknek is. Murány vára s az egész vidék 1670-ben teljesen a császári hadak tanyája volt már, a kik kegyetlenül sarczolták a népet. Majd bekövetkezett a legteljesebb vallási villongás s a Rákóczy-, Thököly-féle fölkelés. E mozgalmak hullámai e várost sem kímélték s erejét annyira kimerítették, hogy a nép a legnagyobb mérvű szegénység keserű sorsára jutott. A murányi uradalom 1700-ban Koháry István birtokába került. Ekkor Kohárynak, mint a protestánsok ellenségének, első dolga volt Leporini András rőczei papot 1712-ben a templomból (a mai róm. kat. templom) katonáival kiűzetni. Ez időtől számítva 71 évig a rőczei protestáns egyház pásztor nélkül maradt és a hívők Ratkóra, Bisztróra vagy Tiszolczra jártak Isten igéjét hallgatni. II. József türelmi parancsa a rőczei protestánsokat is életre hívta. De Koháry az elfoglalt templomot nem adta vissza. Más templom építését határozták el, de e templom helye miatt Koháry özvegyével elegyedtek vitába s csak a megyebeli buzgó nemességnek köszönhető, hogy a rőczei protestánsok az egyesektől felajánlott telken és adományokból 1785-ben a mai lutheránus templomot felépíthették. E templomban az első istentisztelet 1785 okt. 16-án volt. Még ebben az évben nagy tűzvész pusztított Rőczén. Leégett 179 ház, az összes melléképületekkel, a városház és a plébánia. Az egész lakosság fedél nélkül maradt. Ekkor égett el a város levéltára másodizben. 1809-ben kezdték meg a városháza építését. A franczia háboru költségeihez 5544 frttal járult a város. 1815-ben a város censualis tartozása egyezség utján 4000 frtban állapíttatott meg, melyért a város az erdőt, a sör-, pálinka- és bormérést szabadon kezelhette; a dézsma terhét csak bizonyos irtványok után viselte; az uradalmi munkára nem volt kényszeríthető. 1829-ben felfedezték a fürdőt. 1842-ben építették a Vashegyre vezető útat; de mert a város ez út építését az uradalmi erdőkön is átvezetni megengedte, a várost az uradalom beperelte. A per 1852-ben a város javára dőlt el, de a városnak 50,000 frtjába került. Az 1848/49-iki magyar szabadságharczból a rőczei polgárság is kivette a maga részét. Mint nemzetőrök a murányi csatát vívták a jolsvaiakkal, pelsőcziekkel együtt, Latinák Frigyes vezetése mellett. A tótok Hurbán vezetése mellett özönlöttek Murányba, de szétverték őket. A város ágyut öntetett, négy lovát odaadta, 100 verbunkost adott s igen sokan a veressapkásoknál teljesítettek önkéntes szolgálatot. A szabadság, egyenlőség, testvériség első ünnepét 1848 május 15-én nagyszabású vendégséggel a város régi fürdőjében ünnepelték meg; ott volt az egész Murányvölgy lakossága.”
A trianoni diktátumig Gömör-Kishont vármegye Nagyrőcei járásának székhelye.
1963-ban városi rangot kapott, 1996 óta újra járási székhely.

## Népessége
| Év:            | 1994.  | 2004.   | 2014.   | 2024.    |
| -------------- | ------ | ------- | ------- | -------- |
| Emberek száma: | 14 001 | 13 147  | 12 620  | 10 874   |
| Eltérés:       |        | -6,09 % | -4,00 % | -13,83 % |

| Év:            | 2023.  | 2024.   |
| -------------- | ------ | ------- |
| Emberek száma: | 10 958 | 10 874  |
| Eltérés:       |        | -0,76 % |

| Év   | Lakosság száma | Magyar anyanyelvű | Szlovák/Csehszlovák anyanyelvű | Egyéb                 |
| ---- | -------------- | ----------------- | ------------------------------ | --------------------- |
| 1880 | 1897           | 204               | 1569                           | 124                   |
| 1890 | 1817           | 299               | 1474                           | 44                    |
| 1900 | 1812           | 844               | 933                            | 35                    |
| 1910 | 1925           | 1000              | 884                            | 41                    |
| 1921 | 1663           | 240               | 1294                           | 129                   |
| 1930 | 1691           | 119               | 1415                           | 157                   |
| 1991 | 14 232         | 457               | 13 054                         | 721                   |
| 2001 | 13 466         | 291               | 12 405                         | 770                   |
| 2011 | 12 828         | 189               | 10 948                         | 1691 (ebből 360 roma) |

## Neves személyek
- Itt született 1824-ben Samuel Ormis evangélikus lelkész, gimnáziumi tanár.
- Itt született 1825-ben Rochlitz Gyula építész, a Keleti pályaudvar központi épületének tervezője.
- Itt született 1873-ban Zorkóczy Gyula festő, középiskolai tanár.
- Itt született 1890-ben Rudolf Viest szlovák tábornok, a Szlovák Nemzeti Felkelés katonai vezetője, illetve a két háború közti Csehszlovákia egyetlen szlovák származású tábornoka.
- Itt született 1916-ban Simon Miklós Széchenyi-díjas magyar orvos, bőrgyógyász, egyetemi tanár.
- Itt született 1974-ben Andrej Danko szlovák politikus, 2012 óta vezeti a Szlovák Nemzeti Pártot.
- Itt született 1992-ben Gyömbér Norbert szlovákiai magyar labdarúgó.
- Hisnyóvízen született Fabinyi Tihamér jogász, politikus, képviselő és felsőházi tag, kereskedelmi és pénzügyminiszter.

## Nevezetességei

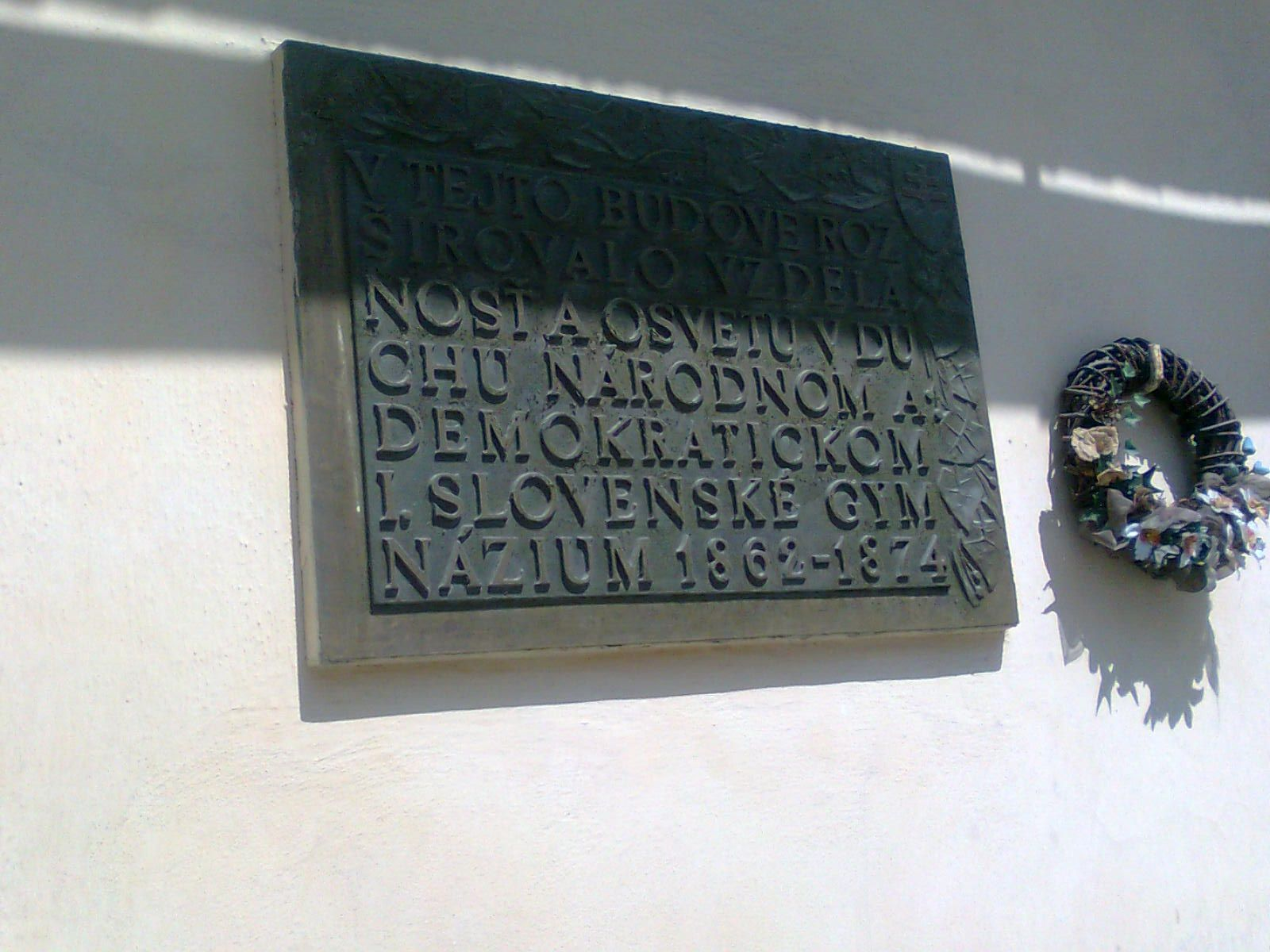
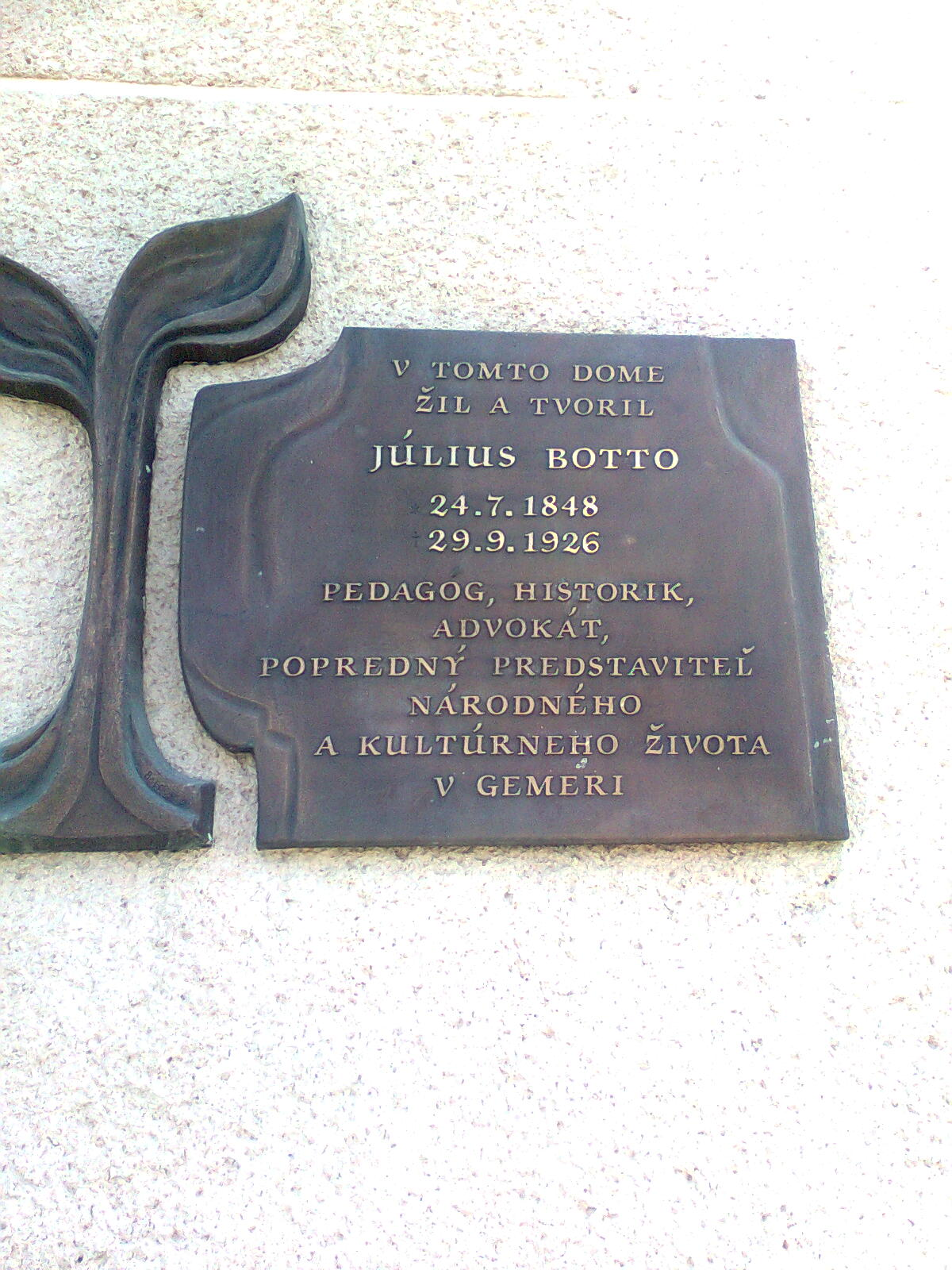

- 14. századi eredetű a Szent Lőrinc vértanú tiszteletére szentelt gótikus, római katolikus temploma, korabeli értékes szárnyasoltárral. Eredetileg két tornya volt, az alacsonyabb torony 1892-ben egy tűzvészben égett le.
- Evangélikus temploma 1785-ben épült klasszicista stílusban, tornyát 1788-ban építették.
- Az első szlovák nyelvű gimnázium 18. századi épülete. Eredetileg rokokó kúria volt. 1862 és 1874 között itt működött az első szlovák középiskola, ahol ez idő alatt 566 diák tanulhatott.
- A városháza épülete 1809-ben épült klasszicista stílusban.
- A városi kórház 1875 és 1877 között épült fel, neoklasszicista stílusban.